# Danorhynchus goesoeensis
Danorhynchus goesoeensis är en plattmaskart som beskrevs av Tor Karling 1955. Danorhynchus goesoeensis ingår i släktet Danorhynchus och familjen Polycystididae. Inga underarter finns listade i Catalogue of Life.